# Födelsevikt

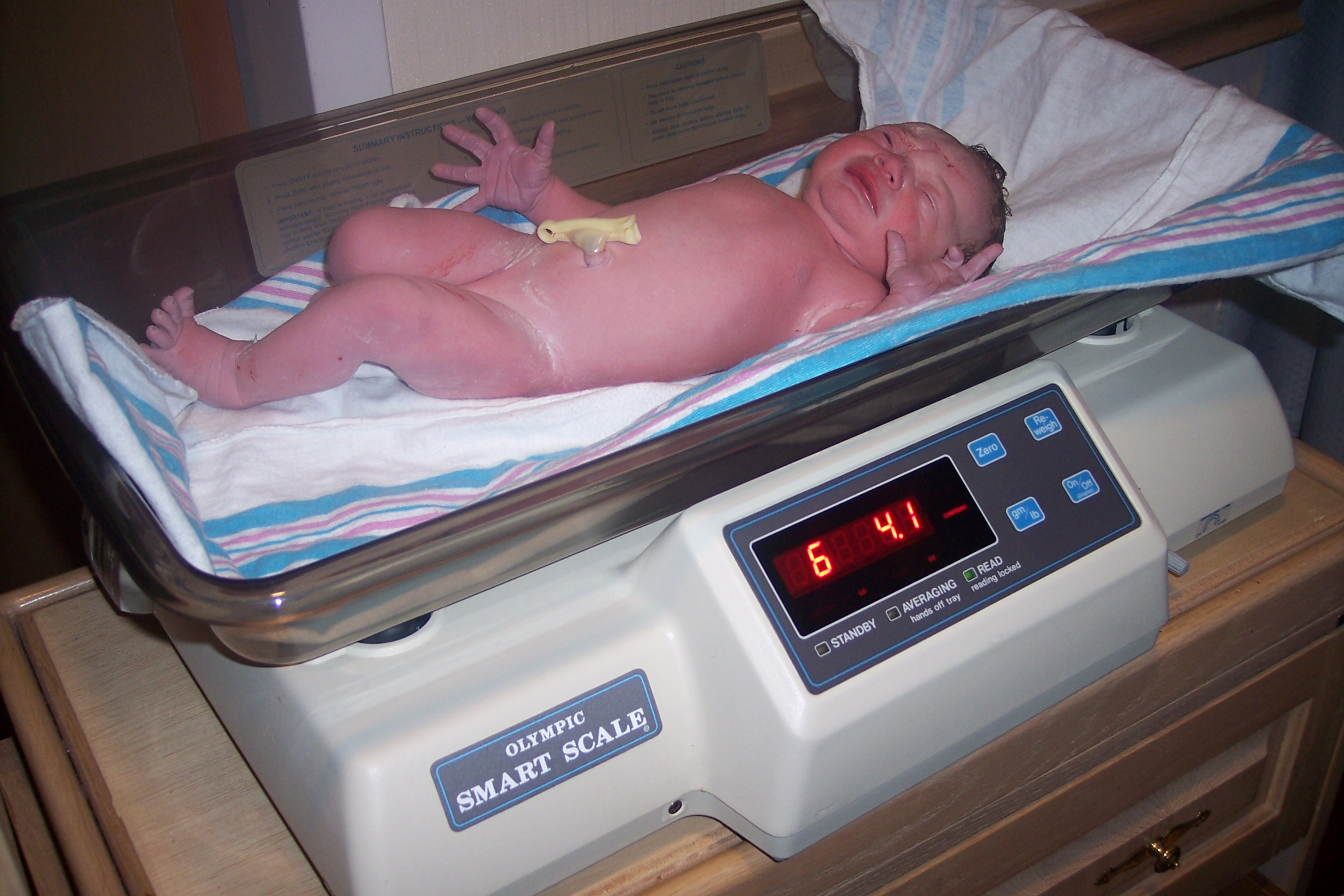
Ett nyfött barn blir vägt direkt efter födseln.

Födelsevikt är vikten en nyfödd har direkt efter förlossningen. Vikten hos ett fullgånget foster påverkas av en rad faktorer, däribland endokrin status hos modern, moderns vikt och ålder.
Födelsevikten är ett viktigt tecken på fostrets hälsostatus. Barn med en födelsevikt under 2500 gram eller över 4500 gram har större risk för plötslig spädbarnsdöd.
Födelsevikten bestäms av två omständigheter:
- Barnets gestationsålder, det vill säga vid vilken graviditetsvecka barnet föds.
- Fostrets tillväxt under graviditeten.

Fostrets tillväxt under graviditeten beror på genetiska anlag och moderns fysiska status. Om modern är överviktig föder hon som regel större barn. Medelvikten för pojkar är högre än för flickor, och första barnet har ofta lägre vikt än följande barn. Fostrets tillväxt avgörs också av moderns nivåer av tillväxthormon och tyreoideahormoner, hennes näringsstatus, och av huruvida hon röker.
Genomsnittlig födelsevikt i Sverige har ökat konstant. Medelvikten för flickor födda i Sverige har mellan 1973 och 2006 legat mellan 3400 och 3500 gram, och för pojkar mellan 3500 och 3600 gram.